# Gesta comitum barchinonensium

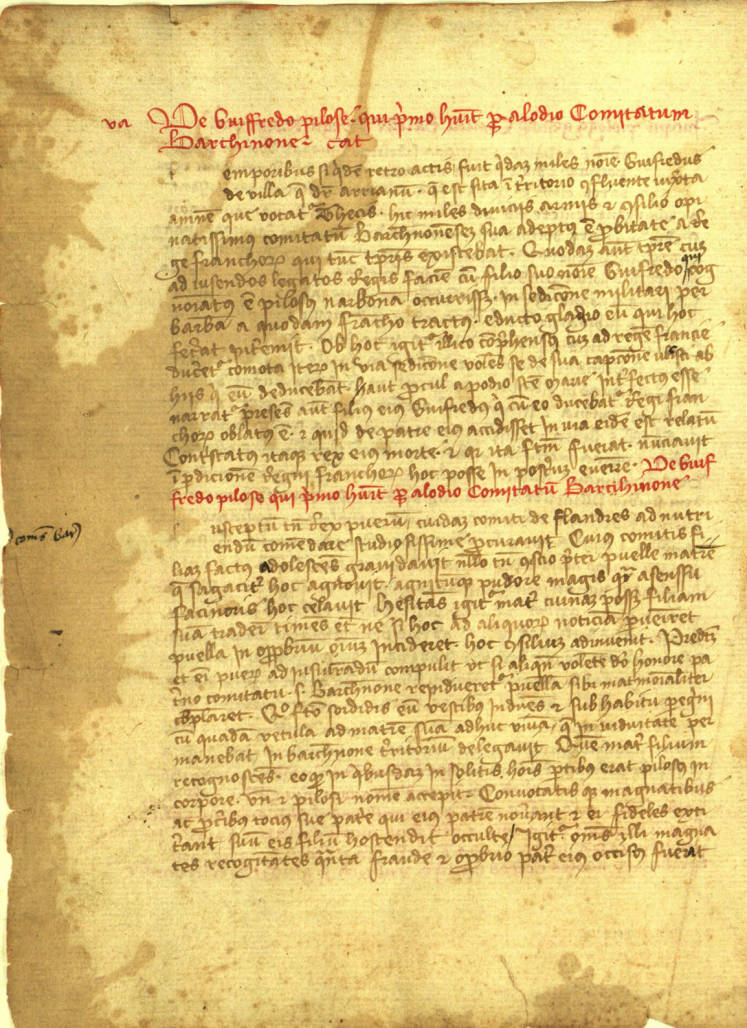
Page de la Gesta Comitum Barchinonensium qui relate le début de la légende de Guifred le Velu

La Gesta Comitum Barchinonensium,est une chronique écrite originellement en latin par des moines du monastère de Ripoll qui détaille les origines légendaires de la Maison de Barcelone, la succession généalogique des comtes de Barcelone et sa continuité dynastique chez les premiers rois de la Couronne d'Aragon. La première rédaction du texte date de la fin du XIIe siècle et a donné lieu postérieurement à plusieurs ajouts. Ce texte, probablement fruit d'une commission royale, a servi de base pour d'autres chroniques plus récentes, comme celle de Bernat Desclot.

## Versions
La première rédaction du document commence par la légende de l'arrivée au pouvoir de Guifred le Velu et se prolonge jusqu'à la mort de Raimond-Bérenger IV ; cette partie a été écrite par le même auteur en trois phases; elle s'achève entre 1162 et 1184. Postérieurement, elle a été continuée entre 1200 et 1208 pour aborder le règne d'Alphonse II d'Aragon. Une seconde addition a été rédigée entre 1214 et 1218, et inclut le règne de Pierre le Catholique et la minorité de Jacques Ier le Conquérant. Finalement, une troisième addition, rédigée entre 1270 et 1275, comprend tout le règne de Jacques le Conquérant.
Une seconde rédaction de l'œuvre est intervenue entre 1268 et 1270, basée sur la version originale et complétée par des faits tirés d'autres textes, comme le Cronicón Rivipullense, le poème In laudem de Oliba, la Brevis historia monasterii Rivipullensis et De rebus Hispaniae de Rodrigo Jiménez de Rada.
La rédaction finale, élaborée entre 1303 et 1314, s'appuie sur cette version intermédiaire et va jusqu'en 1299.

## Sources - Références
- (es) Cet article est partiellement ou en totalité issu de l’article de Wikipédia en espagnol intitulé « Gesta comitum barchinonensium » (voir la liste des auteurs).

1. ↑  (ca) « Gesta comitum Barcinonensium », sur enciclopedia.cat (consulté le 6 octobre 2023)
2. ↑  « Gesta comitum Barcinonensium », sur www.editorialuoc.com, 10 juillet 2011 (consulté le 6 octobre 2023)
3. ↑  Cingolani, Stefano Maria: «Seguir les vestígies dels antecessors», págs. 209, 224